# Spider-Man: Miles Morales
Marvel's Spider-Man: Miles Morales es un videojuego de acción y aventuras desarrollado por Insomniac Games y publicado por Sony Interactive Entertainment para la PlayStation 4 y PlayStation 5. Está basado en el superhéroe de Marvel Comics Miles Morales. Es el segundo juego de la serie Marvel's Spider-Man, después de Marvel's Spider-Man (2018). Fue anunciado en el evento de revelación de PlayStation 5 en junio de 2020, mientras que la versión de PlayStation 4 fue anunciada el 16 de septiembre del mismo año. Su lanzamiento se produjo en noviembre de 2020. Una versión para Microsoft Windows se lanzó el 18 de noviembre de 2022.
El juego se presenta desde la perspectiva de tercera persona con un enfoque principal en las habilidades de combate y desplazamiento de Miles. Miles puede moverse libremente por la ciudad de Nueva York, interactuar con personajes, realizar misiones y desbloquear nuevos dispositivos y trajes al avanzar en la historia principal o completar tareas. Fuera de la historia, el jugador puede completar misiones secundarias para desbloquear contenido adicional y artículos coleccionables. El combate se centra en encadenar ataques y utilizar el entorno, las redes y los ataques de veneno para incapacitar a numerosos enemigos y evitar daños.
Marvel's Spider-Man: Miles Morales se reveló oficialmente en junio de 2020 y se lanzó en noviembre de 2020 para PlayStation 4 y como título de lanzamiento para PlayStation 5. Posteriormente se lanzó una versión para Windows en noviembre de 2022. El juego recibió críticas generalmente positivas de los críticos, con elogios por su combate, narrativa, contenido y mejoras técnicas de la versión de PlayStation 5, aunque enfrenta algunas críticas por su corta duración. Vendió más de 10,2 millones de unidades. Marvel's Spider Man 2, que actúa como secuela del primer juego y continuación directa de Miles Morales, se lanzó el 20 de octubre de 2023 como exclusivo de PlayStation 5.

## Sinopsis
La narración continúa desde Marvel's Spider-Man y su contenido descargable The City That Never Sleeps ("La Ciudad Que Nunca Duerme"), durante el cual Miles Morales es mordido por una araña genéticamente mejorada y obtiene poderes similares a los de Peter Parker. Un año después del primer juego y su DLC, Miles se ha integrado completamente en el traje negro y rojo como un experimentado Spider-Man mientras defiende a Nueva York de una guerra de pandillas entre una corporación energética y un ejército criminal de alta tecnología. El nuevo hogar de Miles en Harlem está en el corazón de la batalla. Parker le dice a Miles que tiene que ser como su difunto padre y caminar por el camino para convertirse en un héroe para la ciudad de Nueva York.

## Desarrollo
El vicepresidente de Sony, Simon Rutter, dijo a The Telegraph que el juego era "una expansión y una mejora del juego anterior". Sin embargo, Insomniac luego llamó al proyecto un juego independiente, afirmando que es "la próxima aventura en el universo de Spider-Man de Marvel". Es más pequeño en tamaño y alcance que Spider-Man, y ha sido comparado con Uncharted: The Lost Legacy, un juego que era más pequeño en tamaño y alcance que un título principal de Uncharted. El juego contará con "una nueva historia, con nuevos escenarios, nuevos villanos y misiones únicas", y aprovechará el controlador DualSense de PlayStation 5, Tempest Engine y el hardware de trazado de rayos dedicado para admitir la retroalimentación háptica, 3D efectos de trazado de rayos en tiempo real y audio espacial, que mejoran la experiencia de inmersión del jugador. Con el mayor poder de procesamiento y la inclusión de un almacenamiento de unidad de estado sólido personalizado, el juego contará con tiempos de carga casi instantáneos y una amplia variedad de enemigos, efectos visuales y objetos dentro de las escenas del juego. Insomniac Games también confirmó que Marvel's Spider-Man: Miles Morales contará con un "modo de rendimiento" opcional que permitirá a los jugadores ejecutar el juego a una resolución de 4K y 60 cuadros por segundo.

## Música
John Paesano regresó para componer la partitura musical de Marvel's Spider-Man: Miles Morales después de componer Spider-Man de 2018. A diferencia de la música del juego original, que estaba más basada en la orquesta, la banda sonora de Miles Morales mezcla temas orquestales con música hip hop. Se crearon tres canciones originales para la banda sonora: "I'm Ready" de Jaden Smith, y "Where We Come From" y "This Is My Time" de Lecrae.

## Lanzamiento
El juego fue anunciado el 11 de junio de 2020 en el evento de revelación de PlayStation 5. Se lanzará en el cuarto trimestre de 2020 junto con el lanzamiento de PlayStation 5. Un número de la revista Game Informer informó que el juego también se lanzará junto con una versión remasterizada de Marvel's Spider-Man. Miles Morales se lanzó en Microsoft Windows el 18 de noviembre de 2022 en Steam y Epic Games Store. La versión fue desarrollada por el estudio hermano de PlayStation, Nixxes Software.